# Palak paneer

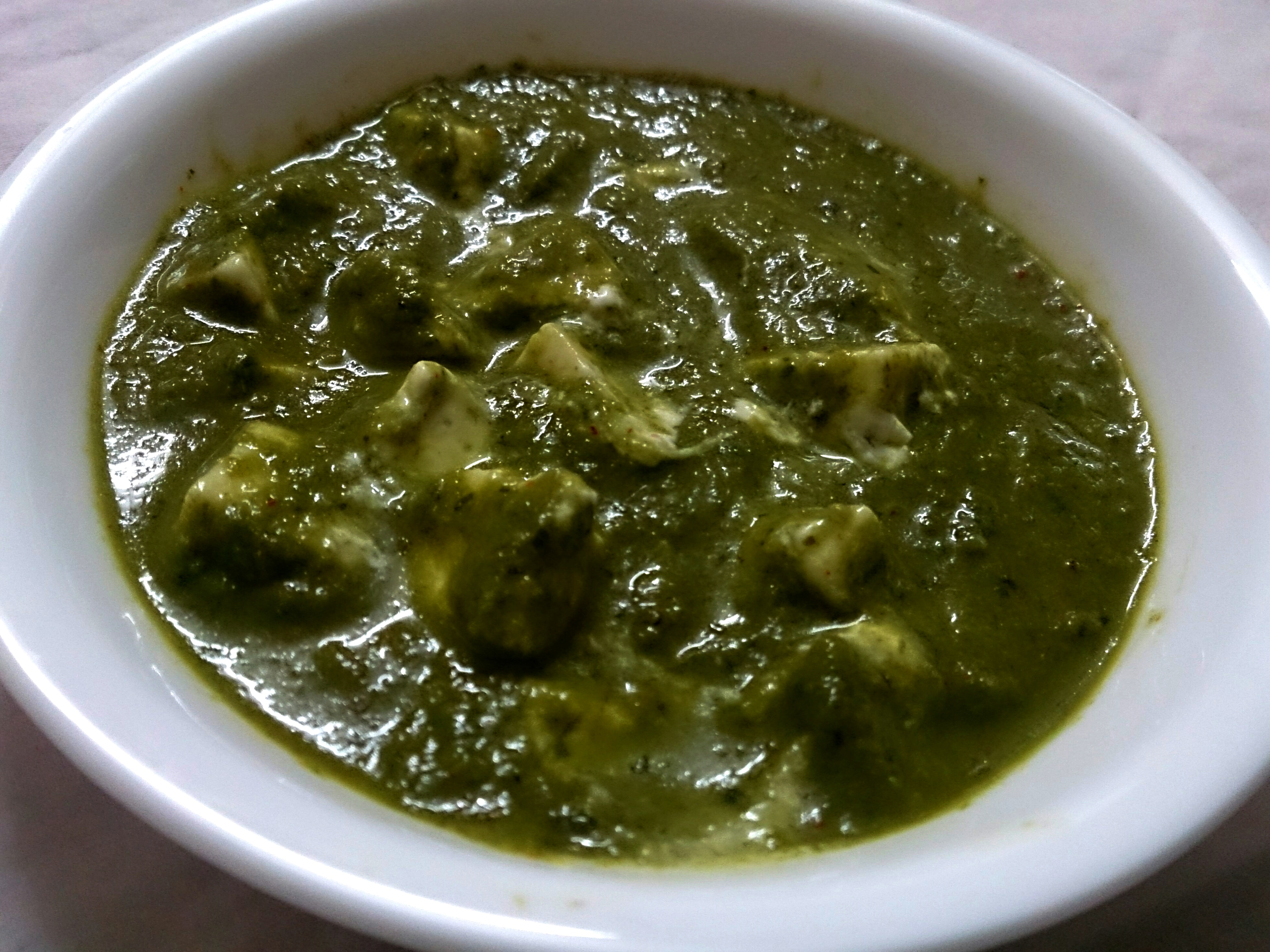
Palak paneer

Palak paneer är en indisk vegetarisk maträtt bestående av bland annat spenat (palak) och färskosten paneer. Maträtten innehåller också kryddor såsom till exempel vitlök, ingefära, garam masala och chili.